# هاجر (آلة)
الهاجر آلة إيقاعية (طبل أسطواني الشكل كبير) تستخدم في الرقصات الشعبية في جنوب الجزيرة العربية والخليج العربي وتحديداً اليمن وجنوب السعودية.